# Prozessökonomie
Prozessökonomie ist ein Begriff aus dem Prozessrecht und bedeutet eine wirtschaftliche Verfahrensgestaltung. Eine gesetzliche oder sonst allgemein anerkannte Definition des Begriffes gibt es nicht, dennoch findet sich der Ausdruck vermehrt in Gesetzesmaterialien wie auch gerichtlichen Erwägungen. Es besteht keine Einigkeit darüber, ob es sich bei dem Gebot prozessökonomischen Vorgehens um einen allgemeinen Verfahrensgrundsatz handelt. Abgeleitet wird das Gebot bzw. der Grundsatz sowohl vom (verfassungsmäßigen) Verhältnismäßigkeitsprinzip bzw. auch vom (ungeschriebenen) Verfahrensgrundsatz der Zweckmäßigkeit.

## Bedeutung
Das Rechtsprinzip bewegt sich im Spannungsverhältnis von Rechtsschutzeffizienz und Rechtsschutzeffektivität und beschreibt insofern einen Zielkonflikt zwischen den Kosten und dem Nutzen eines gerichtlichen Verfahrens. Es geht darum, zum einen den Nutzen eines Prozesses zu maximieren, zum anderen die Kosten eines Prozesses sinnvoll zu begrenzen (ökonomische Steuerung der Rechtsanwendung).
Die Umsetzung prozessökonomischer Erwägungen führt im Idealfall dazu, dass für die rechtssuchende Partei unter Einsparung vermeidbarer Verfahrenskosten ein möglichst schnelles Ergebnis erlangt wird, während für die Gerichte der finanzielle und personelle Aufwand reduziert wird. Für die Frage der Prozessökonomie steht indes primär nicht der Einzelprozess, sondern die Gesamtheit von Prozessen (der Prozess als Institution) im Vordergrund. So kann beispielsweise ein obiter dictum bezüglich Dauer des Einzelprozesses hinderlich erscheinen, gleichzeitig aber dazu führen, dass aufgrund der darin geklärten Rechtsfragen weitere Prozesse vermieden werden können.
Eine prozessökonomische Optimierung kann parallel zum wirtschaftlichen Verständnis entweder dadurch erreicht werden, dass der Nutzen eines Rechtsprozesses (bzw. des Prozesses als Institution) erhöht oder aber sein Aufwand reduziert wird. Der Nutzen kann näherungsweise als Maß der Erforschung der materiellen Wahrheit angesehen werden. Dies gilt unmittelbar im Strafprozess, wo die Justiz an die Offizial- und die Untersuchungsmaxime gebunden ist; im Zivilprozess wird hingegen aufgrund der Dispositions- und Verhandlungsmaxime die materielle Wahrheit lediglich mittelbar angestrebt (zum Teil wird hier auch von formeller Wahrheit gesprochen). Der Aufwand eines Prozesses lässt sich insbesondere in monetären wie zeitlichen Aufwand unterteilen, wobei die verstrichene Zeit ebenfalls eine monetäre Komponente hat (z. B. Anwaltshonorar basierend auf aufgewendeten Arbeitsstunden), sich aber nicht in dieser erschöpft (der Zeitfaktor ist auch ein Gerechtigkeitsfaktor).

## Beispiele in den einzelnen Verfahrensordnungen
Unbestritten erscheint, dass etliche Vorschriften der einzelnen Verfahrensordnungen auf prozessökonomischen Erwägungen beruhen, etwa die Regelungen über die Klageänderung im Zivilprozess, der Konzentrationsgrundsatz und die Regelungen zur Verständigung im Strafverfahren, das Gebot der rechtsschutzumfassenderen Klageart im Verwaltungsprozess (§ 43 Abs. 2 VwGO) oder die Präklusion verspäteten Vorbringens. Als ein Prinzip vermag die Prozessökonomie aber keine bindenden Verfahrensweisen im Einzelnen zu entwickeln. Es handelt sich mehr um ein appellatives Prinzip.
Kritiker fordern deshalb, es obliege dem Gesetzgeber, die einzelnen Verfahrensziele gegeneinander abzuwägen und in praktische Konkordanz zu bringen.